# Municipio de Jackson (condado de Andrew)
El municipio de Jackson (en inglés: Jackson Township) es un municipio ubicado en el condado de Andrew en el estado estadounidense de Misuri. En el año 2010 tenía una población de 620 habitantes y una densidad poblacional de 6,9 personas por km².

## Geografía
El municipio de Jackson se encuentra ubicado en las coordenadas 40°0′55″N 94°55′59″O / 40.01528, -94.93306. Según la Oficina del Censo de los Estados Unidos, el municipio tiene una superficie total de 89.88 km², de la cual 89,75 km² corresponden a tierra firme y (0,14 %) 0,12 km² es agua.

## Demografía
Según el censo de 2010, había 620 personas residiendo en el municipio de Jackson. La densidad de población era de 6,9 hab./km². De los 620 habitantes, el municipio de Jackson estaba compuesto por el 98,87 % blancos, el 0,16 % eran amerindios, el 0,16 % eran de otras razas y el 0,81 % eran de una mezcla de razas. Del total de la población el 0,81 % eran hispanos o latinos de cualquier raza.